# Frédéric Worms
Pour les articles homonymes, voir Worms.
Frédéric Worms (né en 1964 à Boulogne-Billancourt) est un philosophe, professeur de philosophie contemporaine à l'École normale supérieure (ENS), établissement dont il est devenu directeur-adjoint en septembre 2015, puis directeur en mars 2022.
Il est également directeur du Centre international d'étude de la philosophie française contemporaine et membre du Comité consultatif national d'éthique.

## Biographie

### Formation
Frédéric Worms est reçu en 1982 à l'École normale supérieure et en 1986 à l'agrégation de philosophie.
Il soutient, en 1995, à l'université Blaise Pascal une thèse intitulée « Le problème de l'esprit : psychologie, théorie de la connaissance et métaphysique dans l’œuvre de Bergson », sous la direction de Jean-Claude Pariente. Il soutient une habilitation à diriger des recherches, publiée sous le titre Bergson ou les deux sens de la vie en 2004, et devient professeur des universités de philosophie d'abord à l'université Lille III, puis à l'ENS à Paris, en 2013.

### Carrière
Il a été professeur invité à l'université de Californie à Berkeley, à l'université de l'Essex, à l'université de Californie à Los Angeles, à l'université de Ritsumeikan, ou encore à l'université de Chicago.
Le travail de Frédéric Worms s'organise selon deux axes. Il s'intéresse particulièrement à l'histoire de la philosophie et il est un spécialiste de l'œuvre d'Henri Bergson. Il a développé une hypothèse générale d'histoire de la philosophie, la notion de « moment », appliquée notamment à la philosophie française du XXe siècle dans sa diversité.
Ses recherches portent également sur les relations vitales et morales entre les hommes, ainsi que leurs ruptures et violations, de la métaphysique donc, à la morale et à la politique, perspective qu'il a notamment appliquée à la question du soin prise dans toutes ses dimensions.
Les convergences entre ces deux domaines sont théoriques (philosophie de la vie et des relations entre les vivants), historiques (une hypothèse sur le moment présent comme « moment du vivant »), pratiques (relations vitales, morales, politiques).

### Responsabilités institutionnelles et éditoriales
À l'université Lille-III, il a créé en 2007 le master « Éthique du vivant », qu'il a dirigé jusqu'à 2013.
De 2012 à 2014 il a été directeur de l’USR 3308 Cirphles (ENS/CNRS). Depuis 2004, il est directeur du Centre international d'étude de la philosophie française contemporaine (CIEPFC), composante de l'équipe de recherche « République des savoirs : Lettres, Sciences Philosophie » (UMR 3608 ENS/CNRS/Collège de France) dont il a été directeur adjoint.
Il est membre du Comité consultatif national d’éthique (2013),.

Henri Bergson en 1927.

Spécialiste de l'œuvre d'Henri Bergson, il est président d'honneur de la Société des amis de Bergson, qu'il a fondée en 2006. Il est le coauteur, avec Philippe Soulez, d'une biographie du philosophe et a publié plusieurs ouvrages sur sa pensée. Il a dirigé la première édition critique des œuvres de Bergson aux Presses universitaires de France (2007-2012) qui rassemble tous les ouvrages de Bergson, des correspondances, des cours et des leçons inédites. Chez cet éditeur il a dirigé les Annales bergsoniennes et dirige actuellement les collections « Questions de soin » et « Philosophie française contemporaine ». Il est codirecteur de la revue Bergsoniana.
À partir de 2018, il produit l'émission Le pourquoi du comment, Matières à penser et À présent sur France Culture.

### Famille
Frédéric Worms est le fils de Gérard Worms, ancien vice-président de Rothschild Europe, et de Michèle Rousseau.
Il est marié à Anne-Lise Darras, agrégée de lettres classiques, fille du poète Jacques Darras[réf. nécessaire].

## Publications
- Droits de l’homme et philosophie, Paris, Presses-Pocket, 1993 ; 2e éd., Paris, CNRS Éditions 2009, 440 p.
- Introduction à "Matière et mémoire" de Bergson, suivie d'une brève introduction aux autres livres de Bergson, Paris, PUF, 1997, coll. « Les grands livres de la philosophie »  (ISBN 2-13-048955-9)
- Le Vocabulaire de Bergson, Paris, Ellipses, 2000, coll. « Vocabulaire de… »  (ISBN 2-7298-5829-6) ; Traduction en portugais (Brésil), 2004
- Émile ou de l’éducation de Jean-Jacques Rousseau, Commentaire du livre IV précédé d’un essai : “ Emile ou la découverte des relations morales ”, Ellipses, 2001, 141 p. ; Traduction en Portugais (Brésil), 2010.
- Bergson ou Les deux sens de la vie : étude inédite, Paris, PUF, 2004, coll. « Quadrige »  (ISBN 2-13-054238-7)
- La Philosophie en France au XXe siècle. Moments, Paris, Gallimard, 2009, coll. « Folio »
- Le Moment du soin. À quoi tenons-nous ?, Paris, PUF, 2010
- Revivre - Éprouver nos blessures et nos ressources, Paris, Flammarion, 2012, coll. « Sens propre »
- Soin et politique, PUF, sept. 2012, coll. « Questions de soin »
- La vie qui unit et qui sépare, Paris, Payot, 2013, coll. « Manuels »
- Über Leben und Beziehungen zwischen Lebewesen, trad. Danilo Scholz, Merve Verlag, Berlin, 2013
- Les 100 mots de la philosophie (dir.), Paris, PUF, 2013, coll. « Que sais je ? »
- Penser à quelqu’un, Flammarion, Sens propre, 2014, 2° ed. Flammarion, Champs, 2018
- Les Maladies chroniques de la démocratie, Desclée de Brouwer, 2017 ; trad. en Grec (Athènes, 2019), et en Espagnol (Buenos Aires, 2021)
- Pour un humanisme vital : lettres sur la vie, la mort, le moment présent, Paris, Odile Jacob, 2019  (ISBN 978-2-7381-4705-9)
- Sidération et résistance. Face à l'événement (2015-2020), Paris, Desclée de Brouwer, septembre 2020
- Avec Judith Butler : Le Vivable et l’invivable, PUF, 2021, coll. « Questions de soin »
- Vivre en temps réel, Bayard, 2021
- La vie, Labor et Fides, 2024, coll. « Qu'est-ce que ça change ? »

### En collaboration
- Bergson : biographie, avec Philippe Soulez,, Paris, Flammarion, 1997, coll. « Grandes biographies »  (ISBN 2-08-066669-X) ; rééd. Paris, PUF, 2002, coll. « Quadrige »  (ISBN 2-13-053176-8)
- "Les deux sources de la morale et de la religion", Henri Bergson, avec Arnaud Bouaniche et Frédéric Keck, Paris, Ellipses, coll. « Philo-œuvres », 2003  (ISBN 2-7298-1636-4)
- L'Homme neuronal, trente ans après : dialogue avec Jean-Pierre Changeux, avec Michel Morange et Francis Wollf (dir.), Paris, éditions Rue d'Ulm
- Vita Nova, avec Marie Gil, Hermann, 2016
- Participation à l'ouvrage collectif Qu'est-ce que la gauche ?, Fayard, 2017

### Éditions et présentations
- Henri Bergson et Albert Kahn, correspondances, textes de Frédéric Worms, Sophie Cœuré et Jeanne Beausoleil, Paris, Desmaret/Musée départemental Albert-Kahn, 2003  (ISBN 2-913675-11-5)
- L'Évolution créatrice 1907-2007 : épistémologie et métaphysique, Paris, PUF, 2008, coll. « Épiméthée » (Annales bergsoniennes » IV)
- Avec Marc Crépon (dir.), Derrida, la tradition de la philosophie, Paris, Galilée, 2008, coll. « La Philosophie en effet »  (ISBN 978-2-7186-0762-7)
- Avec J.-J. Wunenburger (dir.), Bachelard et Bergson - Continuité et discontinuité ? Une relation philosophique au cœur du XXe siècle, Paris, PUF, 2008
- Avec L. Benaroyo, C. Lefève et J.C. Mino, Philosophie du soin, éthique, médecine, et société, Paris, PUF, 2010
- Avec Michel Murat (dir.), Alain, littérature et philosophie mêlées, Paris, éditions Rue d'Ulm, coll. « Figures normaliennes », 2012
- Avec Claude Debru et Michel Morange (dir.) Une nouvelle connaissance du vivant. François Jacob, André Lwoff et Jacques Monod, Paris, éditions Rue d'Ulm, coll. « Figures normaliennes », 2012
- Avec Arnold I. Davidson (dir.), Pierre Hadot. L'Enseignement des antiques, l'enseignement des modernes, Paris, éditions Rue d'Ulm, coll. « Les rencontres de Normale Sup' », 2013
- Avec Céline Lefève et Lazare Benaroyo (dir.), Les Classiques du soin, Paris, PUF, 2015

### Chapitres dans un ouvrage collectif
- « L'obligation dans L'Enracinement », in Simone Weil, lectures politiques, Valérie GÉRARD, Paris, éditions Rue d'Ulm, coll. « Figures normaliennes », 2011, (ISBN 978-2-7288-0452-8)
- « Canguilhem, Foucault, Jacob : quel moment philosophie dans quel moment biologique ? », in Une nouvelle connaissance du vivant. François Jacob, André Lwoff et Jacques Monod, Claude DEBRU, Michel MORANGE et Frédéric WORMS (dir.), Paris, éditions Rue d'Ulm, coll. « Les rencontres de Normale Sup' », 2012,  (ISBN 978-2-7288-0470-2)
- « Philosophie, littérature, politique. "L'auteur des “Propos d'Alain” au carrefour du siècle », in Alain, littérature et philosophie mêlées, Michel MURAT et Frédéric WORMS (dir.), Paris, éditions Rue d'Ulm, coll. « Figures normaliennes », 2012, (ISBN 978-2-7288-0469-6)
- « Apprendre à lire, apprendre à vivre » avec Arnold I. DAVIDSON, in Pierre Hadot. L'Enseignement des antiques, l'enseignement des modernes, Arnold I. DAVIDSON et Frédéric WORMS (dir.), Paris, éditions Rue d'Ulm, coll. « Les rencontres de Normale Sup' », 2013, (ISBN 978-2-7288-0436-8)
- « L'abolition de la peine de mort comme institution de l'humanité », in La Peine de mort. Vers l'abolition absolue ?, Marc CRÉPON, Jean-Louis HALPÉRIN et Stefano MANACORDA (dir.), Paris, éditions Rue d'Ulm, coll. « Les rencontres de Normale Sup' », 2016, (ISBN 978-2-7288-0469-6)
- « Avants-propos », in Approches de l'individuel. Epistémologie, logique, métaphysique, Philippe LACOUR, Julien RABACHOU et Anne LEFEBVRE (dir.), Paris, éditions Rue d'Ulm, coll. « Actes de la recherche de l'ENS-PSL », 2017, (ISBN 978-2-7288-3694-9)
- « Introduction à la philosophie de Canguilhem », in Georges Canguilhem, 80 ans après Le Normal et le Pathologique, Pierre-Frédéric DALED, Mathias GIREL et Nathalie QUEYROUX (dir.), Paris, éditions Rue d'Ulm, coll. « Les rencontres de Normale Sup' », 17/05/2024, (ISBN 978-2-7288-3694-9)
- « Préface - La singularité absolue d'Albert Lautman », in Albert Lautman philosophe. Des mathématiques à la Résistance, Christophe ECKES, Frédéric JAËCK, Baptiste MÉLÈS, Jean-Jacques SZCZCINIARZ (dir.), Paris, éditions Rue d'Ulm, coll. « Actes de la recherche de l'ENS-PSL », 30/06/2025, (ISBN 978-2-7288-0892-2)

### Livre audio
- Henri Bergson, Vincennes, éd. Frémeaux & Associés, août 2013 (EAN 3561302541624)

## Récompenses et distinctions
- 2014 : Nomination pour le prix Prix Psychologies-Fnac pour La Vie qui unit et qui sépare[11].
- 2016 : Prix lycéen du livre de philosophie[12] pour son ouvrage Revivre.
- 2018 : Grand prix Moron pour l'ensemble de son œuvre de l'Académie Française.